# 孫昌潤
孫昌潤（1883年？月？日—？年？月？日），字肖雅，福建省侯官縣人，宣統二年工科進士，曾留學日本學校。

## 生平
宣統二年(1910年)九月二日，內閣奉上諭：孫昌潤著賞給工科進士。
宣統三年(1911年)，授職翰林院編修。
民國12年（1923年）6月25日，委充大本營外交部部員。